# Karl Adler (Mediziner)
Karl Adler (* 14. Dezember 1894 in Burg bei Magdeburg; † 18. September 1966 in Würzburg) war ein deutscher Gynäkologe.

## Leben
Adler studierte an der Preußischen Universität zu Greifswald Medizin und wurde 1919 im Corps Borussia Greifswald recipiert. Er durchlief die Ausbildung zum Facharzt für Frauenkrankheiten und Geburtshilfe. Ab 1924 war er Assistenzarzt, später Oberarzt an der Frauenklinik im neuen Universitätsklinikum Münster. Im Sommersemester 1929 habilitierte er sich. 1934 wurde er in Anwendung des Gesetzes zur Wiederherstellung des Berufsbeamtentums entlassen. Von 1934 bis 1946 betrieb er eine eigene Praxis in Emden. Ab 1946 war er Chefarzt und Leiter der Landesfrauenklinik Bochum, der späteren LWL-Universitätsklinik Bochum. Als apl. Professor der Westfälischen Wilhelms-Universität und Landesobermedizinalrat trat er 1960 in den Ruhestand.